# Distretto di Daniel Alomía Robles
Il distretto di Daniel Alomía Robles è uno dei sei distretti della provincia di Leoncio Prado, in Perù. Si trova nella regione di Huánuco e si estende su una superficie di 710.91 chilometri quadrati.